# ستاره هرادی
ستاره هرادی (به لاتین: Staré Hrady) یک منطقهٔ مسکونی در جمهوری چک است که در شهرستان ییچین واقع شده‌است.